# Provinz Hida

Karte der japanischen Provinzen, Hida rot markiert

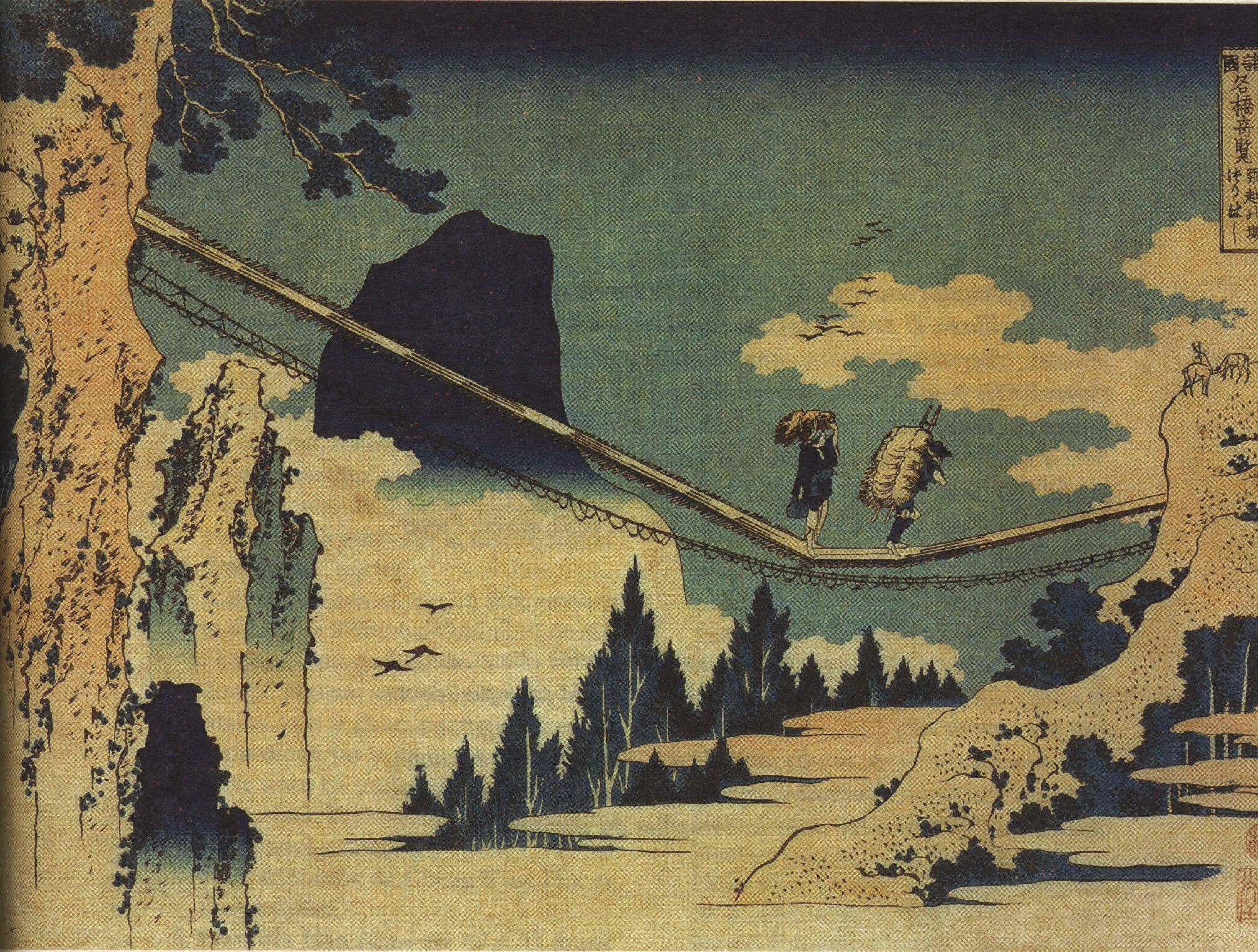
Die Brücke von Hida (Darstellung von Katsushika Hokusai)

Hida (japanisch 飛騨国, traditionell: 飛驒國 Hida no kuni, im Altertum auch 斐陀国) oder Hishū (飛州) war eine der historischen Provinzen Japans in der Region Tōsandō Japans, heute der Nordteil der Präfektur Gifu.
Die alte Provinzhauptstadt (kokufu) befand sich wohl im Stadtteil Kokufu von Takayama. Allerdings wurden noch keine archäologischen Überreste entdeckt.
Hidas ausgedehnte Wälder waren eine wichtige Quelle von Bauholz und Metallen für andere Provinzen. Es gab eine starke Binnenschifffahrt von Hida herunter nach Mino und Owari.
1585 wurde Kanamori Nagachika, einer der Generäle von Oda Nobunaga und später  Toyotomi Hideyoshi ausgeschickt, um Hida zu erobern und wurde dessen Herr. Er kämpfte in der Schlacht von Sekigahara auf Seiten von Tokugawa Ieyasu und seine Erben hielten die Provinz durch die Edo-Zeit.
Koordinaten: 36° 5′ N, 137° 8′ O